# دولورس فیث
دولورس فیث هجز (به انگلیسی: Dolores Faith Hedges) (زاده ۱۵ ژوئیه ۱۹۴۱ – درگذشته ۱۵ فوریه ۱۹۹۰)، که بیشتر با نام دولورس فیث شناخته می‌شود، بازیگر آمریکایی بود. او را بیشتر به عنوان دختر لال زتا در فیلم علمی تخیلی The Phantom Planet در سال ۱۹۶۱ به یاد می‌آورند.
دولورس فیث هجز در ۱۵ ژوئیه ۱۹۴۱ در کلیولند، اوهایو به دنیا آمد. او اصالتی مجارستانی و ایتالیایی داشت. او شنوایی خود را در چهار سالگی بر اثر تصادف از دست داد، شنوایی او در سن هشت سالگی بازگشت. او که یک بلوند طبیعی بود، موهایش را مشکی کرد تا با پوست زیتونی اش هماهنگ شود. او در سال ۱۹۵۸ از دبیرستان الکساندر همیلتون در لس آنجلس، کالیفرنیا فارغ‌التحصیل شد.

## زندگی شخصی
فیث با میلیونر تگزاسی و وارث خانه ماکسول، جیمز رابرت نیل (۱۹۲۱–۲۰۰۶) آشنا شد. در نوامبر ۱۹۷۲، آنها پس از مدت‌ها آشنایی در لاس وگاس ازدواج کردند. بعد از ازدواج او از بازیگری کناره‌گیری کرد. آنها در آوریل ۱۹۷۷ طلاق گرفتند. آنها سال‌ها بعد دوباره ازدواج کردند و تا زمان مرگ با هم بودند.

## مرگ
به عقیدهٔ بسیاری از افراد فیث در ۱۵ فوریه ۱۹۹۰ در میامی فلوریدا در سن ۴۸ سالگی درگذشت. تام لیسانتی در کتاب دختران زرق و برق دهه شصت هالیوود: هفتاد و پنج نمایه ادعا کرد که فیث تا سال ۲۰۰۶ زنده بود و در فلوریدا زندگی می‌کرد

## فیلم‌شناسی
| سال  | عنوان                       | نقش                      | یادداشت                                   |
| ---- | --------------------------- | ------------------------ | ----------------------------------------- |
| ۱۹۶۱ | همه در یک کار شبانه         | دختری که دست در دست دارد | بی‌اعتبار                                  |
| ۱۹۶۱ | سیاره فانتوم                | زتا                      |                                           |
| ۱۹۶۱ | عشق در کاسه ماهی قرمز       | دختر پرتاب پای           | بی‌اعتبار                                  |
| ۱۹۶۱ | VD                          | کتی دورهام               |                                           |
| ۱۹۶۲ | برداشت وحشی                 | گل سرخ                   |                                           |
| ۱۹۶۳ | ریپکورد                     | تانیا رواگ               | قسمت: "آخرین فصل"                         |
| ۱۹۶۳ | دارای اسلحه - آماده سفر     | رانی                     | قسمت: "کاروان"                            |
| ۱۹۶۴ | شل شوک                      | دختر آمریکایی            |                                           |
| ۱۹۶۵ | هتل ماه عسل                 | خانم فندل مایر           | بی‌اعتبار                                  |
| ۱۹۶۵ | شورش در فضا                 | ایمان مونتین             |                                           |
| ۱۹۶۵ | تکثیر کننده‌های انسانی       | لیزا دورنهایمر           |                                           |
| ۱۹۶۵ | خانه مرگ سیاه               | والری دزارد              |                                           |
| ۱۹۶۶ | مردی از عمو                 | لورلی لنسر               | اپیزود: ماجرای پل شیرها، قسمت اول         |
| ۱۹۶۶ | یکی از جاسوسان ما گم شده‌است | لورلی لنسر               |                                           |
| ۱۹۶۶ | آن تنسی بیت                 | خوشگل اسکوفیلد           |                                           |
| ۱۹۷۲ | تابستان ۶۳                  | کتی                      | فیلم کوتاه، از فیلم VD 1961 استفاده می‌کند |